# Racconigi
Racconigi là một đô thị và cộng đồng (comune) ở tỉnh Cuneo trong vùng Piemonte nước Ý.
Đô thị Racconigi có diện tích ki lô mét vuông, dân số thời điểm năm 2005 là 9838 người.
Đô thị này có các đơn vị dân cư (frazioni) sau:
Các đô thị giáp ranh: 